# Michel de M'Uzan
Pour les articles homonymes, voir Uzan (homonymie).
Michel Émile de M'Uzan, né le 8 octobre 1921 à Paris et mort dans la même ville le 7 janvier 2018, est un neuropsychiatre et un psychanalyste français, membre fondateur de l'école de psychosomatique de Paris (IPSO).

## Parcours de formation et travaux de recherche
Michel de M'Uzan devient docteur en médecine en 1948, avec une thèse sur Franz Kafka. Il fait une analyse didactique avec Maurice Bouvet, puis entreprend ses contrôles avec Sacha Nacht, et commence son travail en psychosomatique en 1954, au CNRS qu'il quittera en 1963, année où il sera nommé Attaché de consultation comme psychanalyste-psychosomaticien à l'hôpital Bichat jusqu'en 1975. Il devient membre de la Société psychanalytique de Paris en 1962. Il est Directeur de l'Institut de psychanalyse de Paris (1969-1971) et  en 1972, avec Pierre Marty, Christian David, Michel Fain, Denise Braunschweig-Demay et Catherine Parat, il fonde à Paris l'Institut de psychosomatique. Avec Christian David et Serge Viderman, il  est codirecteur de la Revue française de psychanalyse (PUF) de 1970 à 1980. Depuis 1972, il est codirecteur de la collection "Le fil rouge" (section 1 "Psychanalyse"), PUF, d'abord avec C. David et S. Viderman, puis avec Paul Denis et Françoise Coblence. Il a rencontré en 1941 Marthe Robert qui est devenue sa première épouse. En 1986, il rencontre Murielle Gagnebin qui deviendra son épouse en 2001.
Il fut le psychanalyste d'écrivains comme Georges Perec ou Marie Cardinal. Il meurt le 7 janvier 2018 à Paris.

## Œuvres
- Anthologie du délire, Monaco, Le Rocher, 1956.
- Le Rire et la poussière, Paris, Gallimard, 1962, (roman), (OCLC 300878438).
- Les Chiens des rois, Paris, Gallimard, 1954, (roman).
- De l'art à la mort, Paris, Gallimard, 1977, 1994, coll. "Tel",  (ISBN 2070700135).
- Celui-là, Paris, Grasset, 1994, (roman),  (ISBN 2246491916).
- La Bouche de l'inconscient, Paris, Gallimard, 1994, coll. "Connaissance de l'inconscient",  (ISBN 2070737713).
- avec Pierre Marty et Christian David, L'investigation psychosomatique, Paris, PUF, 1963,1994; éd. poche, Paris, PUF, 2003, 2010, coll. "Quadrige",  (ISBN 2130585396).
- Aux confins de l'identité, Paris, Gallimard, 2005, coll. "Connaissance de l'inconscient",  (ISBN 2070775313).
- L'Inquiétude permanente, Paris, Gallimard, 2015, coll. "Connaissance de l'inconscient".  (ISBN 9782070149841)